# Gondi
Gondi (Gonḍi) ist eine in Mittelindien verbreitete zentraldravidische Sprache. Sie wird von etwa 3 Millionen Angehörigen des Adivasi-Volkes der Gond gesprochen. Die Zahl der Gondi-Sprecher liegt damit weit unter der Zahl der tatsächlichen Gond-Bevölkerung, da viele Angehörige dieses Volkes eine Munda-Sprache sprechen oder eine der benachbarten indoarischen Sprachen (Hindi, Marathi, Chhattisgarhi) oder Telugu übernommen haben. Das Verbreitungsgebiet des Gondi verteilt sich auf mehrere Sprachinseln in den Bundesstaaten Maharashtra (im Osten), Madhya Pradesh (Südosten), Chhattisgarh (Westen und Süden), Telangana und Odisha. Auf Grund des großen, stark zergliederten Verbreitungsgebietes zerfällt Gondi in zahlreiche Dialekte, die untereinander nur bedingt verständlich sind und zu zwei Gruppen, einer nördlichen und einer südlichen, zusammengefasst werden können.
Gondi verfügt über keine nennenswerte Schrifttradition, besitzt aber eine reiche mündlich überlieferte Volksliteratur. Bis Mitte des 19. Jahrhunderts existierten keinerlei schriftliche Zeugnisse. Ein großes Hindernis bei der Herausbildung einer Schriftsprache stellt bis heute das Fehlen einer Standardvariante dar. Je nach Gegend wird die Devanagari- oder die Telugu-Schrift verwendet. Tatsächlich wird Gondi allerdings kaum geschrieben, stattdessen bedienen sich Schreibkundige einer der größeren Nachbarsprachen.